# Estrada nacional 32
| 32 |

A Estrada nacional 32 (em sueco: Riksväg 32) é uma estrada nacional sueca com uma extensão de 117 km, que atravessa as províncias históricas da Östergötland e da Småland.
Liga as cidades de Vetlanda e Mjölby, passando por Eksjö, Boxholm e Tranås.

| Km  | Cidade   |
| --- | -------- |
| 0   | Vetlanda |
| 29  | Eksjö    |
| 77  | Tranås   |
| 117 | Mjölby   |